# Jonadabe (sobrinho de Davi)
Jonadabe (em hebraico: Yônādāb) ou Jeonadabe (em hebraico: Yehônādāb, lit. "Javé está disposto" ou "nobre" ou "generoso") foi um hebreu, filho de Simeia e irmão do rei Davi. Foi descrito como homem muito astuto e usou sua astúcia para promover o desejo incestuoso de Amnom. Com a morte de Amnom por Absalão, Jonadabe reafirmou a Davi que os filhos dele não foram mortos. Alguns estudiosos associam Jonadabe com Jonatã, o outro filho de Simeia, que foi reconhecido como aquele que matou um gigante, enquanto outros pensam que eram irmãos.